# Anne Loewer
Pour les articles homonymes, voir Loewer.
Anne Christine Loewer est une monteuse de films allemande.
Elle apprend son métier dans une société de films publicitaires de Munich.

## Filmographie (partielle)
- 2001: Girls and Sex (Mädchen, Mädchen)
- 2002: No Risk, No Love (Wen küsst die Braut?)
- 2003: Der letzte Lude
- 2004: Girls and Sex 2 (Mädchen, Mädchen 2 – Loft oder Liebe)
- 2005: Scharf wie Chili
- 2006: Plötzlich Opa
- 2006: Winterreise
- 2006: Schwere Jungs
- 2008: Beste Gegend
- 2009: Gletscherblut